# Jamie Noble
Jamie Noble, właśc. James Gibson (ur. 23 grudnia 1976) – amerykański wrestler profesjonalny. Występował w World Wrestling Entertainment w brandzie RAW.
Treningi rozpoczął w 1995. Pracował w RCW. W 2000 przeniósł się do WCW. W tym samym czasie występował też w IPW gdzie zdobył Light Heavyweight Championship. Po zamknięciu WCW pracował w HWA i został tam Cruiseweight Championem. Następnie podpisał kontrakt z WWE, gdzie zadebiutował jako heel 6 czerwca 2002 w brandzie Smackdown! Zdobył Cruseweight Championship. 15 września 2004 opuścił WWE z powodu zakażenia gronkowcem.
Po chorobie występował w NJPW, HWA, PWG, RoH, PSPW, ICW jako James Gibson. 12 sierpnia 2005 został w Ring of Honor World Championem.
Noble powrócił do WWE 17 grudnia 2005, jednak na skutek urazu musiał zakończyć karierę.
W 2014 roku powrócił do WWE jako J&J Security

## Osiągnięcia
Heartland Wrestling Association
- HWA Cruiserweight Championship

Independent Professional Wrestling (Florida)
- IPW Light Heavyweight Championship

Ring of Honor
- ROH World Championship

World Wrestling Entertainment
- WWE Cruiserweight Championship